# Berdux

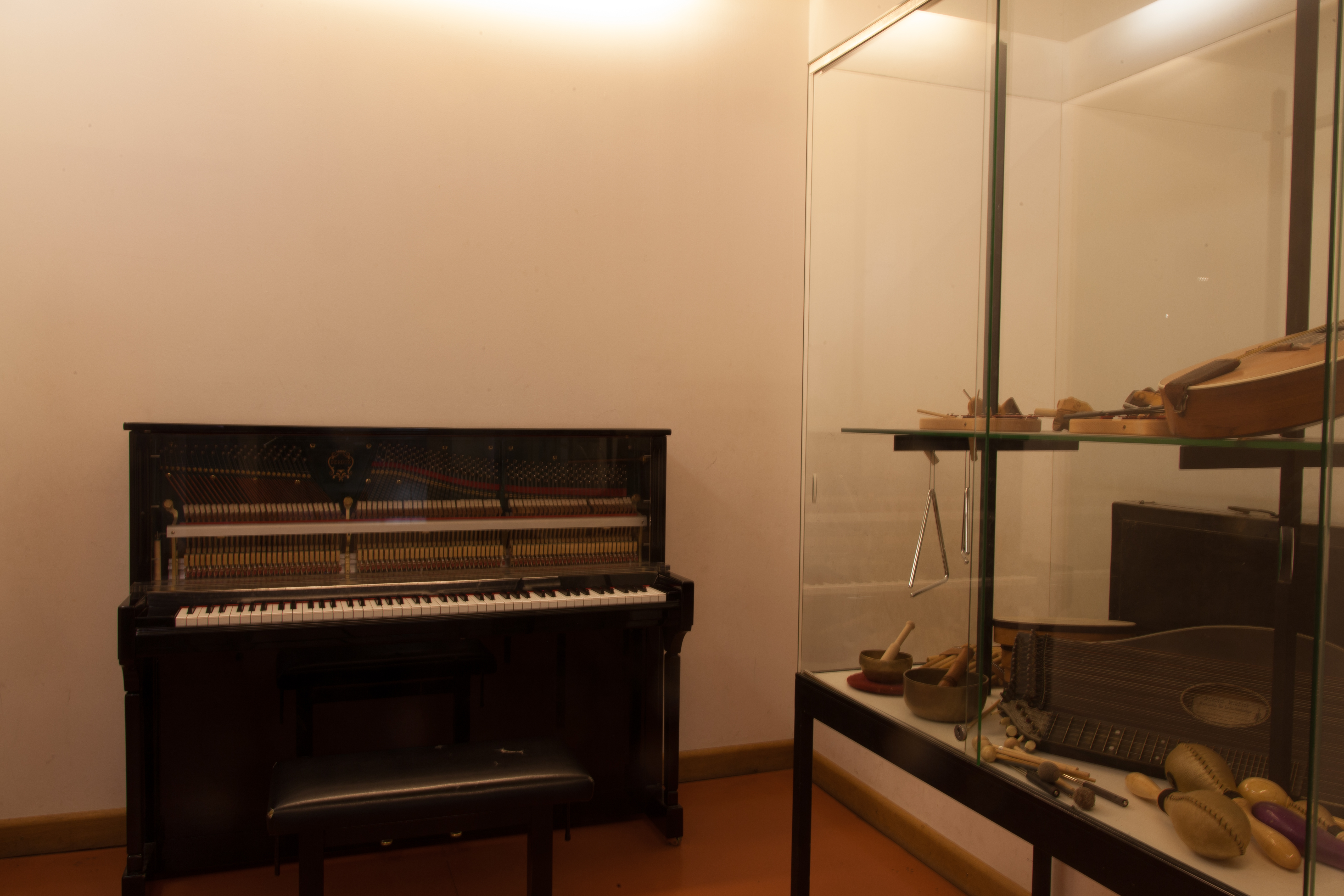
Ein Berdux-Klavier im Deutschen Museum

Berdux (auch „V. Berdux“, „V. Berdux Hof-Pianofabrik“, Berdux AG) war von 1871 bis 1971 ein Hersteller hochwertiger Klaviere und Flügel. Seit 1996 werden wieder qualitativ hochwertige Instrumente unter dem Markennamen Berdux aus deutscher (Fa. Steinberg/Thüringen) und tschechischer (Fa. Klima) Herkunft vertrieben.

## Geschichte
Valentin Berdux (* 1841 in Pfungstadt, † 1922) begann im Alter von 16 Jahren eine Lehre bei seinem Bruder, der in Paris einen Holzhandel betrieb und Klavierteile fertigte. Bei Klaviermacher Grabe erlernte er, Klaviere zu stimmen. Im Alter von 21 Jahren wechselte er als Klavierbauer zu der französischen Klavierfabrik Pleyel, Paris. 1870 verließ er Paris und arbeitete zunächst beim Klavierhersteller Pfeiffer in Leonberg. Daraufhin kaufte er die Tafelklavierfabrik von Wilhelm Kulmbach (1833–1879) in Heilbronn und eröffnete 1871 mit Paul Lechleiter eine Fabrik in dieser Stadt unter dem Namen Berdux und Lechleiter, die zunächst geradsaitige Pianinos fertigte. 1872 verließ Lechleiter das Unternehmen, das fortan 'V. Berdux in Heilbronn a. Neckar' hieß. Ende der 1870er Jahre produzierte man jährlich 400 Instrumente. 1892 wurde auch die Fertigung von Flügeln aufgenommen. Im selben Jahr erfolgte die Übersiedlung des Betriebes nach München. Berdux erwarb sich hohes Ansehen als Hersteller von Klavieren und Flügeln ausgezeichneter Qualität und erhielt das Privileg des „Königlich Bayerischen Hoflieferanten“. Die Manufaktur stellte Instrumente wie auch die zugehörigen Klaviermechaniken her und ist bis heute eine der Manufakturen mit den meisten Patenten im Bereich der Klaviermechanik. Diese gehen überwiegend auf Valentin Berdux zurück, von dem es heißt, dass er unermüdlich klaviertechnische Verbesserungsideen entwickelte. Viele Berdux-Instrumente zeichneten sich deshalb durch technische Neuerungen und Besonderheiten aus. So gab es etwa Flügel mit einem doppelten Resonanzboden oder besonders kompakte Pianinos, deren Untertastenmechanik durch einen durchdachten Aufbau deutlich wartungsfreundlicher war als bei dieser Bauart üblich.

### Die Klavierfabrik in München-Laim
Seit dem Jahr 1898 befand sich die Klavierfabrik Berdux in München-Laim (Landsberger Straße 336). Am 16. März 1922 wurde das Einzelunternehmen „Valentin Berdux Pianofortefabrik“ (kurz „V. Berdux“) in die „Berdux Aktiengesellschaft“ umgewandelt. Das Firmensignum der Gesellschaft zeigte einen Bären und die Initialen „V.B.“ Im Jahr 1928 wurde die Firma durch Karl Lang übernommen, den Inhaber des 1912 gegründeten Münchner Klaviergeschäftes Piano-Lang. Der Hauptsitz von Piano-Lang wurde anschließend an den Standort der Berdux-Fabrik in der Landsberger Straße verlegt. Im Jahre 1949 wurde die Produktion in München nach einem Brand eingestellt. Das Gebäude beherbergte danach weiterhin das „Pianohaus Karl Lang“. Dieses wurde im Jahr 2000 vom amerikanischen Klavierbauer Steinway übernommen und firmierte von 2001 bis 2019 als „Steinway-Haus München“. Im zweiten Stock wurde der Rubinsteinsaal als ein kleiner Konzertsaal eingerichtet. Im April 2019 wurde der Konzertsaal aufgegeben, die Flügel- und Klavier-Verkaufsräume in die Innenstadt verlegt, damit endete die mehr als 120-jährige Tradition. Lediglich die Klavier-Werkstätten der Steinway-Filiale München verblieben weiterhin im Gebäude.

### Produktion in Langlau und Aalen
1952, gut zwei Jahre nach dem Brand, belebte die Firma Euterpe in der ehemaligen Lufthauptmunitionsanstalt Langlau in Mittelfranken den Markennamen neu und baute dort bis 1966 Berdux-Instrumente in Lizenz. Die Klavierfabrik Euterpe genoss zu dieser Zeit ebenfalls einen Ruf als Anbieter hochwertiger Klaviere und Flügel. Zwischen 1966 und 1971 übernahm dann die Pianos und Kleinklaviere produzierende Firma Haegele (Klavierfabrik H. Haegele, gegründet 1846) in Aalen die Lizenzproduktion von Instrumenten der Marke Berdux.

## Stückzahlen und Bezeichnungen
Insgesamt entstanden im Zeitraum zwischen 1871 und 1971 rund 26.500 Berdux-Klaviere und -Flügel, davon etwa 21.800 in München, rund 4.000 in Langlau und etwa 700 in Aalen. Auf den Instrumenten finden sich je nach Modell und Produktionsjahr u. a. die Schriftzüge „BERDUX“, „V. BERDUX“, „BERDUX MÜNCHEN“ und „V. BERDUX MÜNCHEN“, wobei die beiden letzten Varianten auch in der Zeit nach 1952 zu finden sind, als die Produktion nicht mehr in München stattfand.

## Die Firma Berdux heute
Seit 1996 werden unter dem Markennamen Berdux (bzw. „BERDUX München“) Instrumente aus deutscher, tschechischer und asiatischer Herkunft vertrieben, die im bayerischen Hohenpeißenberg nachbearbeitet werden.

## Sonstiges
Berdux gehörte neben anderen renommierten Klavierbauern der Zeit zu den Herstellern, die die Freiburger Firma M. Welte & Söhne belieferten. Diese baute in den Jahren von 1905 bis etwa 1930 Pianinos und später auch Flügel in selbstspielende Reproduktionsklaviere um („Welte Piano“ bzw. „Berdux-Welte-Piano“).